# Castillo de Almonacid
El castillo de Almonacid es un castillo situado en el municipio español de Almonacid de Toledo, en la provincia de Toledo, comunidad autónoma de Castilla-La Mancha.

## Situación
El castillo de Almonacid se encuentra en el municipio de Almonacid de Toledo, a 20 km de la capital, Toledo por la Autovía de los Viñedos. Se eleva sobre un monte que puede verse desde decenas de kilómetros, desde donde se observa un antiguo camino a La Mancha desde su situación estratégica.

## Historia

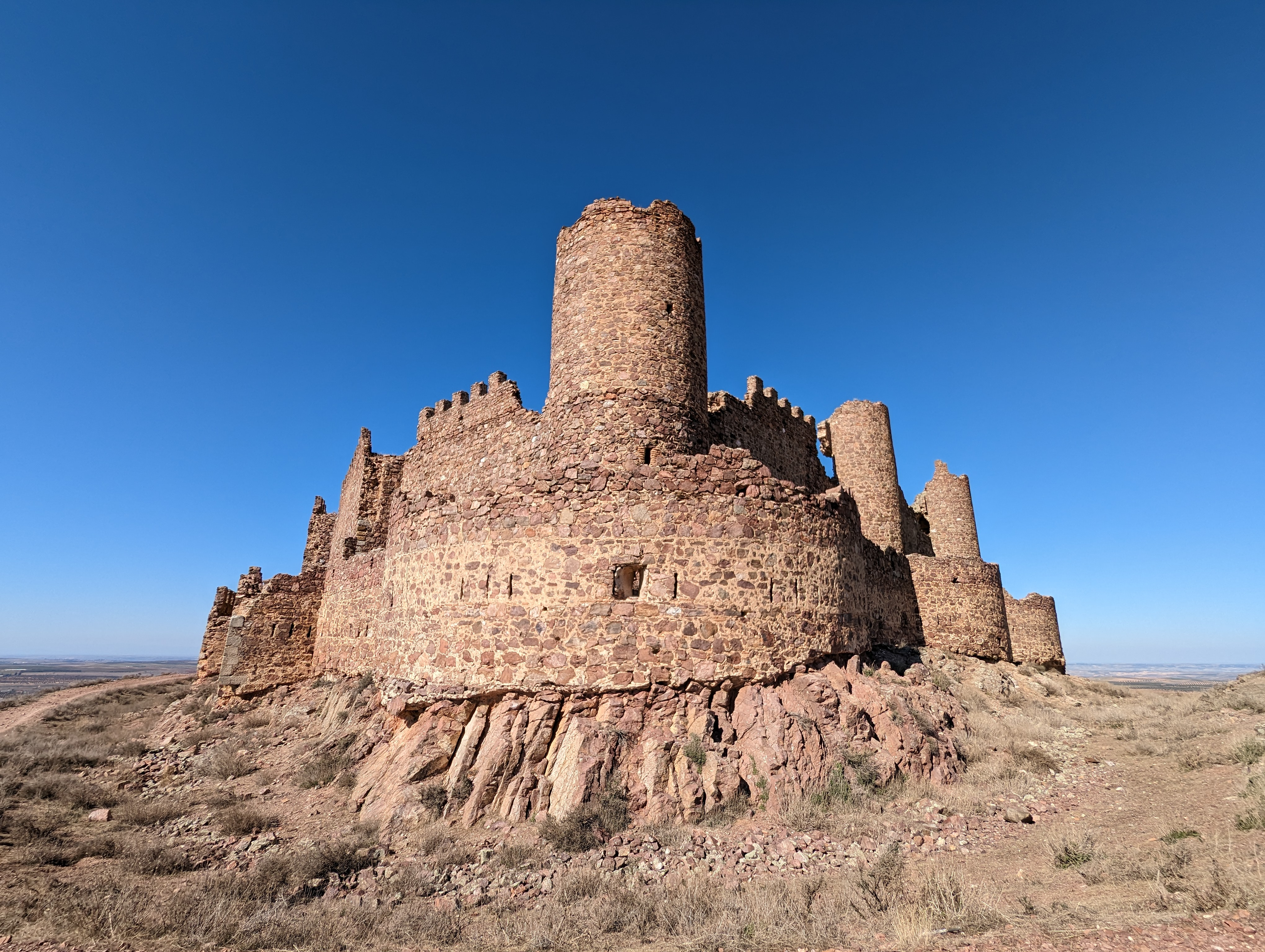
Ángulo meridional

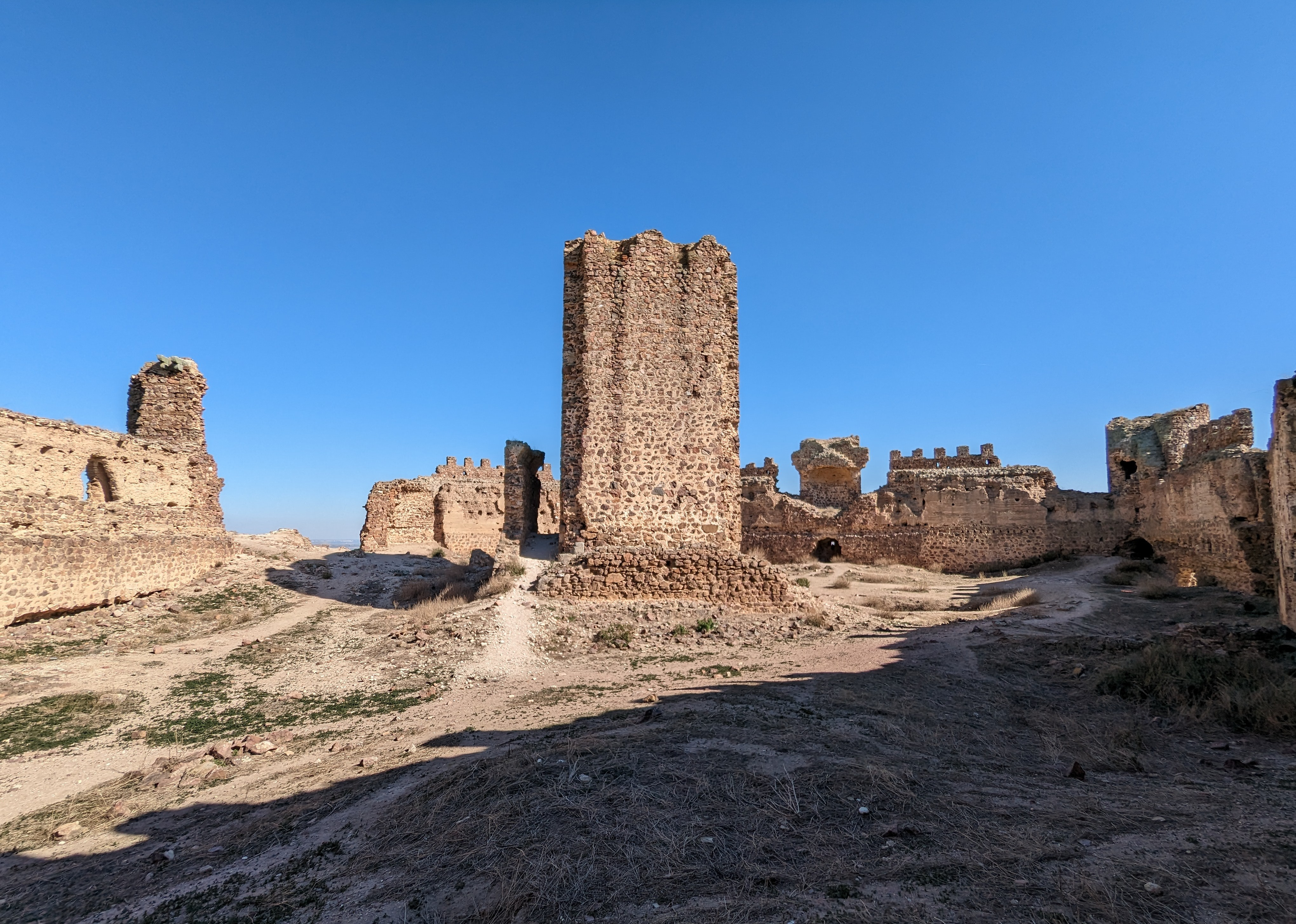
Interior del castillo

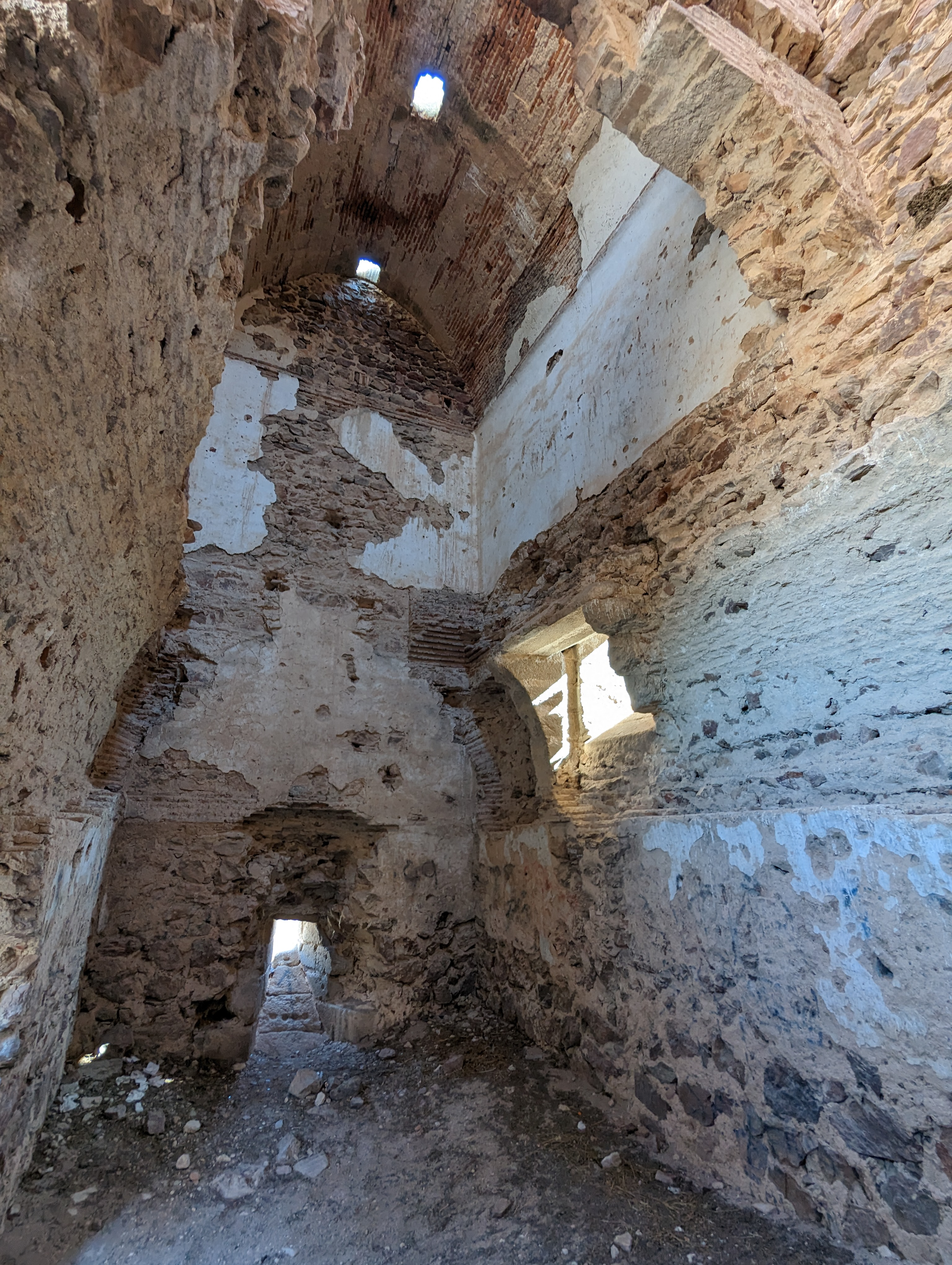
Interior de la torre del homenaje

La primera referencia documental sobre este castillo data del año 848 y es de origen musulmán, cuando servía como punto estratégico de vigilancia de un antiguo camino a La Mancha.
En el siglo XI pasó a ser propiedad de Alfonso VI de León como parte de la dote su esposa Zaida e hija del rey moro. Posteriormente, en diciembre de 1086, fue donado por Alfonso VI a la Catedral de Santa María de Toledo, siendo reformado en el siglo XIV por mandato del arzobispo de Toledo Pedro Tenorio. Fue entonces utilizado como prisión para Alfonso Enríquez, conde de Gijón y de Noreña e hijo bastardo de Enrique II de Castilla, apresado por orden de su hermano Juan I de Castilla.
En el siglo XVIII pasó a formar parte de las propiedades de los condes de Mora y en 1809 sirvió como refugio a las tropas del general Venegas en la lucha contra los franceses en la batalla de Almonacid, aunque en vano, pues finalmente, el castillo fue conquistado por las tropas francesas.
En 1839 el ayuntamiento del municipio, ante las necesidades económicas que existían, permitió a los vecinos sacar ladrillos de la fortaleza para ponerlos a la venta, lo cual supuso un gran deterioro de la estructura.
Llegó a ser propietaria del castillo la que fuera condesa de Mora y emperatriz de Francia, María Eugenia de Guzmán y Portocarrero.
El castillo ha sido propiedad de miembros de la familia toledana Manso.

## Descripción y características
Los muros del castillo de Almonacid son elevados y almenados, protegidos por una barrera exterior y un camino de ronda. En el interior sólo queda la torre del homenaje, situada en el centro del amplio recinto. La torre tiene tres plantas con bóvedas de ladrillo. Existen restos de dos aljibes, un silo y algunas habitaciones. También son destacables sus triples troneras.
En el siglo XVI el arquitecto Don Pedro Gumiel escribió:

Una de las fortalezas buenas de Castilla con aljibes, panadería y armas de fuego. Hay que reparar la pared y el arco de la puerta de la barrera y a mano derecha, en la escalera, poner una segunda puerta con argollas y goznes de hierro y trampa, reparar el suelo de la tercera puerta para que pasen las bestias, arreglar los quicios de la cuarta y quitar las escaleras de piedra de la quinta. Reparar en la caballeriza las pesebreras. En una sala de 30 pies hacer atajo hasta la chimenea y una escalera para subir a otra habitación alta... Hacer un balcón para pasar a la torre del homenaje. Recorran los tejados y reparen los maderos de la torre de la esquina y los que están sobre los graneros. Repongan las losas que faltan del patio, reparen los aljibes y pongan llaves en los tres de beber.